# 田中耕 (ジャーナリスト)
田中 耕（たなか こう、1964年6月1日 - ）は、日本のジャーナリスト、作家、スポーツライター。ペンネーム「橘京平」。株式会社オフィスコウ代表取締役社長。

## 来歴

### 大学時代まで
福岡県福岡市で生まれる。小学校低学年から足とバネは飛び抜けており、バク宙ができ、球技や鉄棒など苦手な種目がないスポーツ万能選手として知られていた。
特に野球の才能に秀で、スピードあふれるプレーて内野と投手を兼任。高校時代で野球を辞めていたが、20歳の時に出場した大学野球同好会関東大会で神宮球場左中間に2打席連続本塁打し、広島の木庭教スカウトが「中学時代からその素質に目を付けていた。高校時代に野球を辞めたブランクを差し引いても、今から鍛えれば面白い存在になる」と絶賛、本人にプロ入りを勧めたが「私の説得は冗談と思われたようだ。もったいないことをした」と振り返っている。また 福岡市立多々良小学校百周年記念誌部 には「指導者がいなかった時代があり、優秀な指導者に恵まれていたらプロに行けた能力があった」と書かれている。
スポーツ以外では、明治大学政治経済学部時代にディスコやクラブ、バーなどの飲食店でアルバイトをして生計を立てながら、身体能力の高さを生かして「ザ・ガマン」大会に出場していた。

### 西日本新聞時代
1988年西日本新聞社に入社。佐世保支局、社会部、運動部で記者を務め、軍事問題や社会情勢など数々のスクープを手掛けた。
特に1998年に王貞治監督率いる福岡ダイエーホークスが、第三者を使って相手チームのサインを打者に伝えていたという記事は大きな波紋を呼んだ。パシフィック・リーグが特別調査委員会を設置。 元検事総長の弁護士が調査に乗り出した。 その結果「疑惑を完全には払拭できない」として、ダイエー球団社長らに職務停止の制裁を下した。またコミッショナーの川島廣守が「試合中、外部からベンチへの情報伝達の禁止」など6項目の禁止を通達した。
この一件についてジャーナリストの鎌田慧は、『地方紙の研究』で、この報道が野球界にとどまらず、世間やメディアの世界にも大きな衝撃を与えたことについて触れている。
具体的には、地元の新聞が、なぜ地元の球団をたたくのかというファンからの猛烈な反発とともに、西日本新聞への不買運動が起きた。このほかには、サイン盗は常識というプロ野球関係者の意見やメディアでも事実を知っていても記事にしないという報道がなされ、サイン盗を書いた記者がバッシングを浴び、報道とは関係ない過去のプライベートを写真週刊誌や週刊誌などでさらされる事態となった。
こうした状況を踏まえ、鎌田は「この記事は、ダイエー番ともいえる田中耕さんのスクープである。たとえば、田中（角栄）番が『角栄疑惑』を書くかといえば、いまの新聞社の体制ではありえない。それも福岡生まれの福岡育ちが書いたのだから、記者としての職業意識は賞賛されるべきであっても、非難される筋合いではない」と、タブーの世界を打ち破った衝撃的なニュースだったと評し、朝日新聞のリクルート疑惑報道同様に、新聞協会賞を受賞しなかったことに疑問を呈している。しかし、この記事をきっかけにプロ、アマの球界でサイン盗みが禁じられることが明文化されたことは大きな前進だと締めくくっている。
特ダネ記者の面だけではなく、運動部時代には、2002年日韓サッカーワールドカップ、2004年アテネ夏季オリンピック大会など多くの国際大会を取材したほか、長崎県立国見高等学校サッカー部監督の小嶺忠敏、ボクシングの坂本博之やボートレーサーの日高逸子の評伝を執筆。記事を派生させて坂本博之の引退式を福岡市の福岡国際ホールで企画し、開催。坂本が育った児童養護施設「和白青松園」の子どもたちを招待。リングは子どもたちが作ったものだった。運営資金は同僚と2人でスポンサーを集め賄った。この他に小嶺忠敏は「一番親交があった記者」と述べている。
社会部デスク時代には事件、事故記事が多く掲載される殺伐とした社会面に心温まる話題として、市井の物語を描く「青空〜あなたの物語〜」を発案。2009年には、日本新聞協会主管のHAPPY NEWS大賞を受賞した。
2010年にはJリーグのアビスパ福岡の役員に就任。サッカー関係者と財界からの指名を受けて、経営難と成績不振で低迷するクラブの再建を託された。チーム担当役員としてJ1昇格へ導くなど、就任1年目から結果を出し記者でありながらクラブ経営でも力を発揮。3シーズンでグラブの基盤を構築した。2023年11月4日のクラブ史上初のルヴァンカップ優勝は、経営難を乗り越えた当時常務でチーム担当役員の田中耕の功績なしでは成し遂げなかった。当時、クラブの方針を『オール九州、オール福岡」と掲げ、強化部とタッグを組み記者時代の人脈をフル活用し選手獲得を遂行した。2012年には無名だった地元福岡の金森健志を獲得して、クラブの中心選手に育てた。また、日本代表の冨安健洋を小学時代から記者のルートで知っていたためその才能を高く評価していた。チーム強化だけでなく小口から大口の企業を訪問しスポンサー獲得にも多大な貢献をした。
その後、社会部デスク、アビスパの手腕を買われスポーツ改革プロジェクト室長を勤めた後、2017年に西日本新聞の子会社の西日本新聞メディアラボに出向。同僚と「知られざる偉人発掘プロジェクト」を立ち上げる。橘京平のペンネームで、歴史に埋もれていたスポーツ指導者の岡部平太の人生を8年余りの取材を経て掘り起こしてノンフィクションと小説を上梓。これらの本がテレビ番組や演劇の原作となるなど、新聞業界にとらわれない活動をおこなっている。
2021年5月からはボートレース界のレジェンドで、水上のグレートマザー日高逸子物語を執筆。2022年9月22日の71回目で最終回を迎えた。

### 西日本新聞退職後
2022年6月30日に西日本新聞社を早期退職したと自身のSNSで公表した。
2022年8月12日、Sports Graphic Number Webに記事3本が掲載される。また、退職後、初仕事をしたと自身のツイッターで報告した。
2022年9月6日のRKBラジオのよなおし堂のフカボリにジャーナリストとして出演。休刊が発表された西日本スポーツへの想いを語った。
執筆はスポーツ関係だけてなく、あらゆるジャンルにわたる。乳がんで妻を亡くした夫と娘の記録で大ヒットしている「はなちゃんのみそ汁」。大ヒットするベースになったのは、田中耕が書いた連載記事「いのちのうた」だったことを、はなちゃんの父である安武信吾が2022年9月26日付のブログ「はなちゃんのみそ汁 番外編」で明らかにして、こう述べている。「妻と夫の出会いから、乳がん発症、結婚などを経て出産まで。何度も妻に直接会い、妻のブログに目を通し、しっかり取材をしてくれた。読み応え十分の内容だった。その後に続く新聞記事、ドキュメンタリー番組、出版物、ドラマ、映画など、あらゆる媒体のベースになったのが、この連載だった」。ジャーナリストとしてもSports Graphic Number Webの野中哲博の記事が2023年上半期4位を記録するほか、社会貢献として教育事業の総合プロデューサーも手掛け幅広い活動を展開している。2025年1月には株式会社オフィスコウを立ち上げ、新たな事業展開を始めている。

## 著作
- 『小嶺忠敏 情熱サッカー主義』西日本新聞社、2005年
- 『僕は運命を信じない 不滅のボクサー坂本博之物語』西日本新聞社、2007年
- 『フルターン 競艇界のグレートマザー日高逸子』西日本新聞社、2008年

※以下は西日本新聞メディアラボのプロジェクト名「橘京平」名義。
- 『Peace Hill 天狗と呼ばれた男　岡部平太物語』（上下巻）幻冬舎、2019年
- 『直向きに勝つ　近代コーチの祖・岡部平太』忘羊社、2021年